# Migueli
Miguel Bernardo Bianquetti (n. 19 decembrie 1951, Ceuta) poreclit Migueli, a fost un mare fotbalist spaniol, care a jucat ca fundaș central. El a jucat 20 ani la echipa de fotbal FC Barcelona.